# Kriegsstärkenachweis
Die Kriegsstärkenachweisung (KStN) legte in der Wehrmacht und Waffen-SS fest, wie viel Sollstellen für Offiziere, Unteroffiziere, Mannschaften und Beamte in den Einheiten vorhanden waren. Sie legte außerdem die Ausstattung mit Fahrzeugen, Reit- und Zugtieren und Waffen fest.
Die KStN wurde bereits von der Reichswehr geschaffen und wurde bis 1945 immer wieder angepasst. Dabei wurde den hohen Verlusten während des Zweiten Weltkrieges als auch der Anpassung an veränderte Taktiken Rechnung getragen. Die KStN waren Soll-Bestimmungen. Während des Krieges erreichten jedoch die meisten Einheiten ihre Sollstärke nicht.
Die gesamte Ausrüstung einer Einheit war in der Kriegsausrüstungsnachweisung (KAN) abgebildet.
Die Bundeswehr nennt ihre (der KStN bzw. KAN entsprechenden) Vorschriften Stärke- und Ausstattungsnachweisung (StAN). Das entsprechende Dokument hieß bei der Nationalen Volksarmee der DDR Stellenplan und Ausrüstungsnachweis und wurde ebenfalls mit StAN abgekürzt.